# UEFA Women's Cup 2004-2005
La UEFA Women's Cup 2004-2005 è stata la quarta edizione del torneo europeo femminile di calcio per club UEFA Women's Cup, destinato alle formazioni vincitrici dei massimi campionati nazionali d'Europa. Il torneo è stato vinto per la prima volta dalle tedesche del Turbine Potsdam nella doppia finale contro le svedesi del Djurgården/Älvsjö.

## Formato
Partecipano al torneo 2004-2005 un totale di 43 squadre provenienti da 42 diverse federazioni affiliate alla UEFA. L'Umeå IK ha partecipato come squadra campione in carica, quindi la Svezia ha partecipato con due squadre, essendo il Djurgården/Älvsjö qualificato come campione di Damallsvenskan 2003.
Il torneo si compone di tre fasi: due fasi a gironi e la fase finale ad eliminazione diretta. Accedono direttamente alla seconda fase a gironi la squadra campione in carica e le squadre appartenenti alle prime sei federazioni secondo il ranking UEFA. Alla prima fase a gironi accedono le squadre appartenenti alle restanti trentasei federazioni secondo il ranking UEFA. Le squadre vincenti i nove gironi della prima fase accedono alla seconda fase a gironi, dove le 16 squadre sono state raggruppate in 4 gironi da 4 squadre ciascuno. In ogni girone (sia della prima sia della seconda fase) le squadre giocano una contro l'altra in un mini-torneo all'italiana, ospitato da una delle quattro squadre. Accedono alla fase ad eliminazione diretta le prime due classificate di ciascuno dei quattro gironi della seconda fase. Nei quarti di finale le squadre prima classificate affrontano le squadre seconde classificate nei gironi. I quarti di finale, le semifinali e la finale si giocano con partite di andata e ritorno.
| Turno                 | Andata                      | Ritorno                     |
| --------------------- | --------------------------- | --------------------------- |
| Prima fase a gironi   | dal 20 al 24 luglio 2004    | dal 20 al 24 luglio 2004    |
| Seconda fase a gironi | dal 14 al 18 settembre 2004 | dal 14 al 18 settembre 2004 |
| Quarti                | 23-27 ottobre 2004          | 31 ottobre-6 novembre 2004  |
| Semifinali            | 7-9 aprile 2005             | 15-16 aprile 2005           |
| Finale                | 8 maggio 2005               | 5 giugno 2005               |

## Squadre partecipanti
Rispetto all'edizione 2003-2004 la federazione calcistica della Lituania ha iscritto la squadra campione del proprio campionato nazionale per la prima volta. Inoltre, dopo due anni di assenza la Bulgaria è tornata ad iscrivere la squadra campione del proprio campionato nazionale.
| Seconda fase a gironi | Seconda fase a gironi | Seconda fase a gironi      | Seconda fase a gironi |
| --------------------- | --------------------- | -------------------------- | --------------------- |
| Umeå IK (DT)          | Turbine Potsdam       | Djurgården/Älvsjö          | Arsenal               |
| Brøndby               | Torres Terra Sarda    | Trondheims-Ørn             |                       |
| Prima fase a gironi   |                       |                            |                       |
| Montpellier           | Ėnergija Voronež      | KR Reykjavík               | Athletic Club         |
| Slavia Praga          | Ter Leede             | Babrujčanka                | AZS Breslavia         |
| WHC Viktória          | Malmin Palloseura     | AE Aegina                  | Zuchwil 05            |
| Mašinac               | Hibernian             | 1º Dezembro                | KÍ Klaksvík           |
| FC Codru Anenii Noi   | Clujana               | University College Dublino | Newtownabbey Strikers |
| Gömrükçü Baku         | Metalist Charkiv      | Neulengbach                | Rapide Wezemaal       |
| Maccabi Holon         | ŽNK Maksimir          | Cardiff City Ladies        | Pärnu Jalgpalliklubi  |
| ŽNK Krka              | PAOK Ledra            | ZsNP MŠK Žiar nad Hronom   | ŽFK Skiponjat         |
| SFK 2000              | Alma-KTZh             | LP Super Sport Sofia       | Gintra Universitetas  |

## Prima fase a gironi
Le partite dei singoli gironi della prima fase sono state ospitate da una delle quattro squadre, indicata in corsivo.

### Girone 1
| Pos. | Squadra                  | Pt | G | V | N | P | GF | GS | DR |
| ---- | ------------------------ | -- | - | - | - | - | -- | -- | -- |
| 1.   | Alma-KTZh                | 9  | 3 | 3 | 0 | 0 | 11 | 2  | +9 |
| 2.   | Slavia Praga             | 6  | 3 | 2 | 0 | 1 | 8  | 2  | +6 |
| 3.   | LP Super Sport Sofia     | 1  | 3 | 0 | 1 | 2 | 3  | 10 | -7 |
| 4.   | ZsNP MŠK Žiar nad Hronom | 1  | 3 | 0 | 1 | 2 | 2  | 10 | -8 |

| 20 luglio 2004 | Slavia Praga             | 4 - 0 | ZsNP MŠK Žiar nad Hronom | Žiar nad Hronom |
| 20 luglio 2004 | Alma-KTZh                | 5 - 1 | LP Super Sport Sofia     | Žiar nad Hronom |
| 22 luglio 2004 | Slavia Praga             | 3 - 0 | LP Super Sport Sofia     | Žiar nad Hronom |
| 22 luglio 2004 | ZsNP MŠK Žiar nad Hronom | 0 - 4 | Alma-KTZh                | Žiar nad Hronom |
| 24 luglio 2004 | Alma-KTZh                | 2 - 1 | Slavia Praga             | Žiar nad Hronom |
| 24 luglio 2004 | LP Super Sport Sofia     | 2 - 2 | ZsNP MŠK Žiar nad Hronom | Žiar nad Hronom |

### Girone 2
| Pos. | Squadra              | Pt | G | V | N | P | GF | GS | DR  |
| ---- | -------------------- | -- | - | - | - | - | -- | -- | --- |
| 1.   | Ėnergija Voronež     | 9  | 3 | 3 | 0 | 0 | 27 | 0  | +27 |
| 2.   | Gömrükçü Baku        | 6  | 3 | 2 | 0 | 1 | 16 | 4  | +12 |
| 3.   | Gintra Universitetas | 3  | 3 | 1 | 0 | 2 | 1  | 14 | -13 |
| 4.   | ŽFK Skiponjat        | 0  | 3 | 0 | 0 | 3 | 1  | 27 | -26 |

| 20 luglio 2004 | Ėnergija Voronež     | 13 - 0 | ŽFK Skiponjat        | Šiauliai |
| 20 luglio 2004 | Gömrükçü Baku        | 3 - 0  | Gintra Universitetas | Šiauliai |
| 22 luglio 2004 | ŽFK Skiponjat        | 1 - 13 | Gömrükçü Baku        | Šiauliai |
| 22 luglio 2004 | Ėnergija Voronež     | 11 - 0 | Gintra Universitetas | Šiauliai |
| 24 luglio 2004 | Gömrükçü Baku        | 0 - 3  | Ėnergija Voronež     | Šiauliai |
| 24 luglio 2004 | Gintra Universitetas | 1 - 0  | ŽFK Skiponjat        | Šiauliai |

### Girone 3
| Pos. | Squadra              | Pt | G | V | N | P | GF | GS | DR |
| ---- | -------------------- | -- | - | - | - | - | -- | -- | -- |
| 1.   | Babrujčanka          | 9  | 3 | 3 | 0 | 0 | 7  | 2  | +5 |
| 2.   | FC Codru Anenii Noi  | 4  | 3 | 1 | 1 | 1 | 6  | 4  | +2 |
| 2.   | WHC Viktória         | 4  | 3 | 1 | 1 | 1 | 6  | 4  | +2 |
| 4.   | Pärnu Jalgpalliklubi | 0  | 3 | 0 | 0 | 3 | 2  | 11 | -9 |

| 20 luglio 2004 | Babrujčanka          | 2 - 0 | FC Codru Anenii Noi  | Babrujsk |
| 20 luglio 2004 | Viktória Szombathely | 4 - 0 | Pärnu Jalgpalliklubi | Babrujsk |
| 22 luglio 2004 | FC Codru Anenii Noi  | 1 - 1 | Viktória Szombathely | Babrujsk |
| 22 luglio 2004 | Babrujčanka          | 2 - 1 | Pärnu Jalgpalliklubi | Babrujsk |
| 24 luglio 2004 | Viktória Szombathely | 1 - 3 | Babrujčanka          | Babrujsk |
| 24 luglio 2004 | Pärnu Jalgpalliklubi | 1 - 5 | FC Codru Anenii Noi  | Babrujsk |

### Girone 4
| Pos. | Squadra           | Pt | G | V | N | P | GF | GS | DR |
| ---- | ----------------- | -- | - | - | - | - | -- | -- | -- |
| 1.   | ŽNK Krka          | 6  | 3 | 2 | 0 | 1 | 4  | 4  | 0  |
| 2.   | KR Reykjavík      | 6  | 3 | 2 | 0 | 1 | 5  | 3  | +2 |
| 3.   | Ter Leede         | 4  | 3 | 1 | 1 | 1 | 3  | 2  | +1 |
| 4.   | Malmin Palloseura | 1  | 3 | 0 | 1 | 2 | 3  | 6  | -3 |

| 20 luglio 2004 | Ter Leede         | 0 - 1 | KR Reykjavík      | Krško |
| 20 luglio 2004 | Malmin Palloseura | 1 - 2 | ŽNK Krka          | Krško |
| 22 luglio 2004 | KR Reykjavík      | 3 - 1 | Malmin Palloseura | Krško |
| 22 luglio 2004 | Ter Leede         | 2 - 0 | ŽNK Krka          | Krško |
| 24 luglio 2004 | ŽNK Krka          | 2 - 1 | KR Reykjavík      | Krško |
| 24 luglio 2004 | Malmin Palloseura | 1 - 1 | Ter Leede         | Krško |

### Girone 5
| Pos. | Squadra         | Pt | G | V | N | P | GF | GS | DR |
| ---- | --------------- | -- | - | - | - | - | -- | -- | -- |
| 1.   | Mašinac         | 9  | 3 | 3 | 0 | 0 | 10 | 2  | +8 |
| 2.   | Hibernian       | 6  | 3 | 2 | 0 | 1 | 9  | 6  | +3 |
| 3.   | Rapide Wezemaal | 3  | 3 | 1 | 0 | 2 | 5  | 7  | -2 |
| 4.   | ŽNK Maksimir    | 0  | 3 | 0 | 0 | 3 | 0  | 9  | -9 |

| 20 luglio 2004 | Hibernian Ladies | 5 - 0 | ŽNK Maksimir     | Wezemaal |
| 20 luglio 2004 | Mašinac          | 4 - 1 | Rapide Wezemaal  | Wezemaal |
| 22 luglio 2004 | Mašinac          | 2 - 0 | ŽNK Maksimir     | Wezemaal |
| 22 luglio 2004 | Rapide Wezemaal  | 2 - 3 | Hibernian Ladies | Wezemaal |
| 24 luglio 2004 | Hibernian Ladies | 1 - 4 | Mašinac          | Wezemaal |
| 24 luglio 2004 | ŽNK Maksimir     | 0 - 2 | Rapide Wezemaal  | Wezemaal |

### Girone 6
| Pos. | Squadra             | Pt | G | V | N | P | GF | GS | DR  |
| ---- | ------------------- | -- | - | - | - | - | -- | -- | --- |
| 1.   | AZS Wrocław         | 9  | 3 | 3 | 0 | 0 | 9  | 2  | +7  |
| 2.   | Metalist Charkiv    | 6  | 3 | 2 | 0 | 1 | 10 | 4  | +6  |
| 3.   | KÍ Klaksvík         | 3  | 3 | 1 | 0 | 2 | 6  | 7  | -1  |
| 4.   | Cardiff City Ladies | 0  | 3 | 0 | 0 | 3 | 2  | 14 | -12 |

| 20 luglio 2004 | Metalist Charkiv    | 2 - 1 | KÍ Klaksvík         | Breslavia |
| 20 luglio 2004 | K.Ś. A.Z.S. Wrocław | 2 - 1 | Cardiff City Ladies | Breslavia |
| 22 luglio 2004 | Metalist Charkiv    | 8 - 1 | Cardiff City Ladies | Breslavia |
| 22 luglio 2004 | KÍ Klaksvík         | 1 - 5 | K.Ś. A.Z.S. Wrocław | Breslavia |
| 24 luglio 2004 | Cardiff City Ladies | 0 - 4 | KÍ Klaksvík         | Breslavia |
| 24 luglio 2004 | K.Ś. A.Z.S. Wrocław | 2 - 0 | Metalist Charkiv    | Breslavia |

### Girone 7
| Pos. | Squadra               | Pt | G | V | N | P | GF | GS | DR  |
| ---- | --------------------- | -- | - | - | - | - | -- | -- | --- |
| 1.   | Athletic Club         | 7  | 3 | 2 | 1 | 0 | 16 | 4  | +12 |
| 2.   | Clujana               | 4  | 3 | 1 | 1 | 1 | 3  | 5  | -2  |
| 3.   | Maccabi Holon         | 3  | 3 | 0 | 3 | 0 | 3  | 3  | 0   |
| 4.   | Newtownabbey Strikers | 1  | 3 | 0 | 1 | 2 | 5  | 15 | -10 |

| 20 luglio 2004 | Athletic Club         | 10 - 3 | Newtownabbey Strikers | Cluj-Napoca |
| 20 luglio 2004 | Clujana               | 0 - 0  | Maccabi Holon         | Cluj-Napoca |
| 22 luglio 2004 | Athletic Club         | 1 - 1  | Maccabi Holon         | Cluj-Napoca |
| 22 luglio 2004 | Newtownabbey Strikers | 0 - 3  | Clujana               | Cluj-Napoca |
| 24 luglio 2004 | Clujana               | 0 - 5  | Athletic Club         | Cluj-Napoca |
| 24 luglio 2004 | Maccabi Holon         | 2 - 2  | Newtownabbey Strikers | Cluj-Napoca |

### Girone 8
| Pos. | Squadra    | Pt | G | V | N | P | GF | GS | DR  |
| ---- | ---------- | -- | - | - | - | - | -- | -- | --- |
| 1.   | AE Aegina  | 9  | 3 | 3 | 0 | 0 | 10 | 0  | +10 |
| 2.   | Zuchwil 05 | 6  | 3 | 2 | 0 | 1 | 17 | 2  | +15 |
| 3.   | SFK 2000   | 3  | 3 | 1 | 0 | 2 | 5  | 6  | -1  |
| 4.   | PAOK Ledra | 0  | 3 | 0 | 0 | 3 | 1  | 25 | -24 |

| 20 luglio 2004 | Zuchwil 05 | 4 - 0  | SFK 2000   | Sarajevo |
| 20 luglio 2004 | AE Aegina  | 7 - 0  | PAOK Ledra | Sarajevo |
| 22 luglio 2004 | Zuchwil 05 | 13 - 1 | PAOK Ledra | Sarajevo |
| 22 luglio 2004 | SFK 2000   | 0 - 2  | AE Aegina  | Sarajevo |
| 24 luglio 2004 | PAOK Ledra | 0 - 5  | SFK 2000   | Sarajevo |
| 24 luglio 2004 | AE Aegina  | 1 - 0  | Zuchwil 05 | Sarajevo |

### Girone 9
| Pos. | Squadra                    | Pt | G | V | N | P | GF | GS | DR  |
| ---- | -------------------------- | -- | - | - | - | - | -- | -- | --- |
| 1.   | Montpellier                | 9  | 3 | 3 | 0 | 0 | 13 | 0  | +13 |
| 2.   | Neulengbach                | 6  | 3 | 2 | 0 | 1 | 7  | 10 | -3  |
| 3.   | 1º Dezembro                | 1  | 3 | 0 | 1 | 2 | 2  | 5  | -3  |
| 4.   | University College Dublino | 1  | 3 | 0 | 1 | 2 | 3  | 10 | -7  |

| 20 luglio 2004 | Montpellier                | 5 - 0 | University College Dublino | Vendargues |
| 20 luglio 2004 | 1º Dezembro                | 1 - 3 | Neulengbach                | Vendargues |
| 22 luglio 2004 | Montpellier                | 7 - 0 | Neulengbach                | Vendargues |
| 22 luglio 2004 | University College Dublino | 1 - 1 | 1º Dezembro                | Vendargues |
| 24 luglio 2004 | 1º Dezembro                | 0 - 1 | Montpellier                | Vendargues |
| 24 luglio 2004 | Neulengbach                | 4 - 2 | University College Dublino | Vendargues |

## Seconda fase a gironi
Le partite dei singoli gironi della seconda fase sono state ospitate da una delle quattro squadre, indicata in corsivo.

### Girone 1
| Pos. | Squadra     | Pt | G | V | N | P | GF | GS | DR  |
| ---- | ----------- | -- | - | - | - | - | -- | -- | --- |
| 1.   | Umeå IK     | 9  | 3 | 3 | 0 | 0 | 20 | 2  | +18 |
| 2.   | Babrujčanka | 4  | 3 | 1 | 1 | 1 | 5  | 5  | 0   |
| 3.   | Mašinac     | 4  | 3 | 1 | 1 | 1 | 2  | 8  | -6  |
| 4.   | ŽNK Krka    | 0  | 3 | 0 | 0 | 3 | 1  | 13 | -12 |

| 14 settembre 2004 | Umeå IK  | 7 - 1 | ŽNK Krka    | Niš |
| 14 settembre 2004 | Mašinac  | 0 - 0 | Babrujčanka | Niš |
| 16 settembre 2004 | Umeå IK  | 5 - 1 | Babrujčanka | Niš |
| 16 settembre 2004 | Mašinac  | 2 - 0 | ŽNK Krka    | Niš |
| 18 settembre 2004 | Mašinac  | 0 - 8 | Umeå IK     | Niš |
| 18 settembre 2004 | ŽNK Krka | 0 - 4 | Babrujčanka | Niš |

### Girone 2
| Pos. | Squadra           | Pt | G | V | N | P | GF | GS | DR  |
| ---- | ----------------- | -- | - | - | - | - | -- | -- | --- |
| 1.   | Arsenal           | 7  | 3 | 2 | 1 | 0 | 10 | 3  | +7  |
| 2.   | Djurgården/Älvsjö | 6  | 3 | 2 | 0 | 1 | 8  | 3  | +5  |
| 3.   | Athletic Club     | 4  | 3 | 1 | 1 | 1 | 9  | 6  | +3  |
| 4.   | AE Aegina         | 0  | 3 | 0 | 0 | 3 | 2  | 17 | -15 |

| 14 settembre 2004 | Arsenal Ladies    | 2 - 2 | Athletic Club  | Stoccolma |
| 14 settembre 2004 | Djurgården/Älvsjö | 5 - 0 | AE Aegina      | Stoccolma |
| 16 settembre 2004 | AE Aegina         | 1 - 7 | Arsenal Ladies | Stoccolma |
| 16 settembre 2004 | Djurgården/Älvsjö | 3 - 2 | Athletic Club  | Stoccolma |
| 18 settembre 2004 | Djurgården/Älvsjö | 0 - 1 | Arsenal Ladies | Stoccolma |
| 18 settembre 2004 | Athletic Club     | 5 - 1 | AE Aegina      | Stoccolma |

### Girone 3
| Pos. | Squadra            | Pt | G | V | N | P | GF | GS | DR  |
| ---- | ------------------ | -- | - | - | - | - | -- | -- | --- |
| 1.   | Turbine Potsdam    | 9  | 3 | 3 | 0 | 0 | 17 | 6  | +11 |
| 2.   | Torres Terra Sarda | 6  | 3 | 2 | 0 | 1 | 12 | 8  | +4  |
| 3.   | AZS Breslavia      | 3  | 3 | 1 | 0 | 2 | 3  | 9  | -6  |
| 4.   | Montpellier        | 0  | 3 | 0 | 0 | 3 | 1  | 10 | -9  |

| 14 settembre 2004 | Torres          | 5 - 0 | K.Ś. A.Z.S. Wrocław | Potsdam |
| 14 settembre 2004 | Turbine Potsdam | 6 - 0 | Montpellier         | Potsdam |
| 16 settembre 2004 | Montpellier     | 1 - 2 | Torres              | Potsdam |
| 16 settembre 2004 | Turbine Potsdam | 4 - 1 | K.Ś. A.Z.S. Wrocław | Potsdam |
| 18 settembre 2004 | Turbine Potsdam | 7 - 5 | Torres              | Potsdam |
| 18 settembre 2004 | Montpellier     | 0 - 2 | K.Ś. A.Z.S. Wrocław | Potsdam |

### Girone 4
| Pos. | Squadra          | Pt | G | V | N | P | GF | GS | DR |
| ---- | ---------------- | -- | - | - | - | - | -- | -- | -- |
| 1.   | Trondheims-Ørn   | 7  | 3 | 2 | 1 | 0 | 6  | 1  | +5 |
| 2.   | Ėnergija Voronež | 5  | 3 | 1 | 2 | 0 | 6  | 3  | +3 |
| 3.   | Brøndby          | 4  | 3 | 1 | 1 | 1 | 3  | 3  | 0  |
| 4.   | Alma-KTZh        | 0  | 3 | 0 | 0 | 3 | 1  | 9  | -8 |

| 14 settembre 2004 | Trondheims-Ørn   | 3 - 0 | Alma-KTZh        | Copenaghen |
| 14 settembre 2004 | Brøndby          | 1 - 1 | Ėnergija Voronež | Copenaghen |
| 16 settembre 2004 | Trondheims-Ørn   | 1 - 1 | Ėnergija Voronež | Copenaghen |
| 16 settembre 2004 | Brøndby          | 2 - 0 | Alma-KTZh        | Copenaghen |
| 18 settembre 2004 | Brøndby          | 0 - 2 | Trondheims-Ørn   | Copenaghen |
| 18 settembre 2004 | Ėnergija Voronež | 4 - 1 | Alma-KTZh        | Copenaghen |

## Fase a eliminazione diretta

### Quarti di finale
| Squadra 1          | Totale | Squadra 2       | Andata | Ritorno |
| ------------------ | ------ | --------------- | ------ | ------- |
| Djurgården/Älvsjö  | 3 – 1  | Umeå IK         | 2 – 1  | 1 – 0   |
| Torres Terra Sarda | 3 – 4  | Arsenal         | 2 – 0  | 1 – 4   |
| Ėnergija Voronež   | 2 – 5  | Turbine Potsdam | 1 – 1  | 1 – 4   |
| Babrujčanka        | 1 – 6  | Trondheims-Ørn  | 0 – 4  | 1 – 2   |

#### Andata
| Arbitro: | Noëlle Robin |

|                       |           |  |
| Conti 19’ Guarino 78’ | Marcatori |  |

| Arbitro: | Anri Hänninen |

|               |           |            |
| Rastetter 48’ | Marcatori | 86’ Becher |

| Arbitro: | Bente Skogvang |

|                            |           |             |
| Bengtsson 5’ Fagerström 7’ | Marcatori | 87’ Kalmari |

| Arbitro: | Sjoukje De Jong |

|  |           |                                             |
|  | Marcatori | 12’, 50’ Engen 15’ (rig.), 68’ (rig.) Enlid |

#### Ritorno
| Arbitro: | Dagmar Damková |

|  |           |             |
|  | Marcatori | 51’ Nykvist |

| Arbitro: | Ilonka Milanova Djaleva |

|                                                   |           |              |
| Banks 36’ Tona 39’ (aut.) Ludlow 72’ Fleeting 82’ | Marcatori | 68’ Pedersen |

| Arbitro: | Gyöngyi Gaál |

|                                                    |           |              |
| Mittag 15’ Wimbersky 64’, 73’ (rig.) Odebrecht 82’ | Marcatori | 52’ Bosikova |

| Arbitro: | Christine Beck |

|                            |           |             |
| Mørkved 56’ Sandaune 90+5’ | Marcatori | 37’ Kazeeva |

### Semifinali
| Squadra 1         | Totale | Squadra 2      | Andata | Ritorno |
| ----------------- | ------ | -------------- | ------ | ------- |
| Djurgården/Älvsjö | 2 – 1  | Arsenal        | 1 – 1  | 1 – 0   |
| Turbine Potsdam   | 7 – 1  | Trondheims-Ørn | 4 – 0  | 3 – 1   |

#### Andata
| Arbitro: | Natalia Avdonchenko |

|            |           |              |
| Ekblom 39’ | Marcatori | 23’ Fleeting |

| Arbitro: | Sarah Girard |

|                                     |           |  |
| Pohlers 53’, 56’, 85’ Wimbersky 73’ | Marcatori |  |

#### Ritorno
| Arbitro: | Gyöngyi Gaál |

|  |           |              |
|  | Marcatori | 41’ Svensson |

| Arbitro: | Ilonka Milanova Djaleva |

|              |           |                            |
| Pedersen 42’ | Marcatori | 54’, 71’ Hingst 68’ Mittag |

### Finale
| Squadra 1         | Totale | Squadra 2       | Andata | Ritorno |
| ----------------- | ------ | --------------- | ------ | ------- |
| Djurgården/Älvsjö | 1 – 5  | Turbine Potsdam | 0 – 2  | 1 – 3   |

#### Andata
| 15 maggio 2005 | Djurgården/Älvsjö | 0 - 2                  | Turbine Potsdam | Stoccolma, Olympiastadion Spettatori: 1.382 Arbitro: Anna De Toni |
| 15 maggio 2005 |                   | 34’ Pohlers 53’ Mittag |                 | Stoccolma, Olympiastadion Spettatori: 1.382 Arbitro: Anna De Toni |

| |  | Formazioni |
| Maja Åström · Sara Thunebro · Malin Nykvist · Jane Törnqvist · Helen Fagerström · Anna Hall · Linda Fagerström · 76’ Ann-Marie Norlin · Elin Ekblom · Venus James · Kristin Bengtsson |  | Nadine Angerer · Britta Carlson · Inken Becher · Sonja Fuss 68’ · Navina Omilade · Ariane Hingst · Jennifer Zietz · Viola Odebrecht · Anja Mittag · Conny Pohlers · Petra Wimbersky 82’ |

|                       |  | A disposizione                     |
| 76’ Marijka Callebaut |  | Karolin Thomas 68’ · Cristiane 82’ |

|                 |  | Allenatori     |
| Mikael Söderman |  | Bernd Schröder |

#### Ritorno
| 21 maggio 2005 | Turbine Potsdam              | 3 - 1 | Djurgården/Älvsjö | Potsdam, Karl-Liebknecht-Stadion Spettatori: 8.677 Arbitro: Lale Orta |
| 21 maggio 2005 | Wimbersky 2’ Pohlers 9’, 16’ |       | 10’ Bengtsson     | Potsdam, Karl-Liebknecht-Stadion Spettatori: 8.677 Arbitro: Lale Orta |

| |  | Formazioni |
| Nadine Angerer · Britta Carlson · Inken Becher · Sonja Fuss · Navina Omilade · Ariane Hingst · Jennifer Zietz · Viola Odebrecht · Anja Mittag · 74’ Conny Pohlers · 79’ Petra Wimbersky · |  | Maja Åström · Helen Fagerström 46’ · Malin Nykvist · Jane Törnqvist · Sara Thunebro 46’ · Ann-Marie Norlin 2’ · Elin Ekblom · Linda Fagerström · Victoria Svensson · Venus James · Kristin Bengtsson |

|                                    |  | A disposizione                                            |
| 74’ Cristiane · 79’ Karolin Thomas |  | Anna Hall 2’ · Jenny Curtsdotter 46’ · Linda Lekander 46’ |

|                |  | Allenatori      |
| Bernd Schröder |  | Mikael Söderman |

## Statistiche

### Classifica marcatrici
| Gol |  |  | Giocatore         | Squadra            |
| --- |  |  | ----------------- | ------------------ |
| 14  |  |  | Conny Pohlers     | Turbine Potsdam    |
| 6   |  |  | Erika Vázquez     | Athletic Club      |
| 6   |  |  | Petra Wimbersky   | Turbine Potsdam    |
| 6   |  |  | Marta Otrebska    | AZS Breslavia      |
| 5   |  |  | Ljudmila Pekur    | Metalist Charkiv   |
| 5   |  |  | Elodie Ramos      | Montpellier        |
| 5   |  |  | Merete Pedersen   | Torres Terra Sarda |
| 5   |  |  | Hanna Ljungberg   | Umeå IK            |
| 5   |  |  | Elena Gorbachev   | Ėnergija Voronež   |
| 5   |  |  | Natalia Zinchenko | Ėnergija Voronež   |